# Mortal Kombat: Shaolin Monks
Mortal Kombat: Shaolin Monks es un videojuego beat 'em up de acción y aventuras desarrollado y publicado por Midway para la PlayStation 2 y Xbox en 2005. El tercer spin-off de la franquicia Mortal Kombat, es un recuento de los eventos del segundo juego, comenzando después del final del primero. El juego se centra en los epónimos monjes Shaolin: Liu Kang y Kung Lao, en sus aventuras por los reinos en un intento de detener los planes de Shang Tsung de dominar el reino de la Tierra.
Desde principios de los años 2000 se había considerado la posibilidad de lanzar un spin-off centrado en Liu Kang, pero se abandonó tras la recepción negativa de los spin-offs de aventuras anteriores, Mythologies: Sub-Zero (1997) y Special Forces (2000). Shaolin Monks se anunció oficialmente en 2004 como parte del plan de Midway de lanzar juegos de Mortal Kombat anualmente. Desarrollado con la intención de atraer a los fanáticos de Mortal Kombat, el juego incorpora elementos de las entregas de juegos de lucha, incluidos Fatalities, combos y un modo versus.
El juego, que se lanzó en Norteamérica el 19 de septiembre de 2005, recibió críticas positivas por la transición de la serie a un género diferente y por su modo cooperativo, aunque la recepción por la narrativa, los gráficos y la corta duración fue mixta. También fue un éxito comercial, con más de un millón de copias vendidas.

## Argumento
En la isla de Shang Tsung, mientras el hechicero se sienta en el trono, se desarrollan varias luchas al mismo tiempo: Sonya Blade contra Kano, Johnny Cage contra Reptile y Sub-Zero contra Scorpion. El torneo termina con la derrota de Shang Tsung a manos de Liu Kang. Pero el hechicero logra escapar al Mundo Exterior mientras Goro distrae la atención de los guerreros presentes desde la Tierra. Durante el derrumbe del palacio, Liu Kang y Kung Lao caen en la antigua guarida de Goro, el sótano del palacio de Shang Tsung, habitado por onis. Tras derrotar a las hordas de demonios, los monjes logran escapar de la isla a través del portal de Raiden hacia la Academia Wu Shi.
Raiden otorga medallas a Liu Kang y Kung Lao por ganar el torneo, así como a sus aliados Sonya Blade y Johnny Cage por sus actuaciones. De repente, la Academia es asediada por un destacamento de Tarkatans liderado por Baraka. Raiden ordena a los monjes que protejan la Academia. Durante el asedio, Baraka captura a Sonya Blade y Raiden lucha contra Shang Tsung, mientras que Johnny Cage ayuda a los monjes Shaolin a repeler el ataque de las tropas Tarkatan. Fuera de la academia, Raiden ordena a Liu Kang y Kung Lao que viajen al Mundo Exterior. Johnny Cage los sigue hasta el portal sin que se den cuenta.
El próximo destino de los monjes es el Monasterio del Mal, donde la princesa Kitana aparece ante los guerreros e intenta obligar a los monjes a atacarla. Después de esto, Raiden aparece ante los monjes, quienes explican que Kitana es un aliado en su lucha contra Shang Tsung y habla de cómo el Mundo Exterior no siempre fue un mundo de caos y destrucción. Mientras exploran los pasillos del monasterio, los monjes ven a Kitana varias veces, burlándose de los guerreros. Al final de su viaje por el monasterio, Liu Kang y Kung Lao finalmente se enfrentan a Kitana en la batalla, pero después de un tiempo ella escapa por un portal. Raiden aparece frente a los monjes y dice que Kitana está bajo la influencia de algún tipo de hechizo. Los monjes siguen a Kitana hacia el portal. Al llegar, son atacados por Mileena, Jade y Kitana, y Raiden les dice a los monjes que deben intentar liberar a Kitana del hechizo. Liu Kang y Kung Lao logran hacer esto, matando a Jade en el proceso. Mileena escapa por el portal y los monjes regresan al monasterio, donde Kitana revela que su padre adoptivo, el Emperador del Mundo Exterior, Shao Kahn, está detrás del ataque a la Tierra. Después de esto, Kitana también desaparece y los monjes siguen a Reptile al Bosque Viviente.
En el Bosque Viviente, Liu Kang y Kung Lao se separan para encontrar a Reptile. Después de atravesar un pantano y un bosque habitado por árboles sedientos de sangre, los monjes se encuentran en la guarida de Reptile, donde derrotan a una serpiente gigante, y más tarde al propio saurian dueño de la guarida. Después de esto, Raiden aconseja a Liu Kang y Kung Lao que vayan a la Tumba de las Almas para destruir la fuente del poder de Shang Tsung. Los monjes siguen este consejo y, tras atravesar el portal, se encuentran en el refugio del hechicero. Al final de su viaje por este lugar, ven a Shang Tsung recuperando su juventud. Luego, el hechicero derrota fácilmente a los monjes en la batalla y ordena a los sacerdotes de las sombras que los maten. Liu Kang y Kung Lao derrotan a los sacerdotes de las sombras y destruyen la Tumba de las Almas, allanando el camino para su batalla contra Baraka.
Habiendo derrotado al líder de los Tarkatans, los monjes vuelven al portal, donde ven un duelo entre Kitana y Mileena. Mileena escapa al páramo y Kitana les dice a Liu Kang y Kung Lao que deben seguirla. En los páramos del Mundo Exterior, los monjes se encuentran con Sub-Zero, quien intenta matarlos, considerando a ambos como sus enemigos. Liu Kang y Kung Lao salen victoriosos de la pelea, con Kung Lao cortando la cara de Sub-Zero, dándole una gran cicatriz, pero sin matarlo. Los monjes se enteran luego por Sub-Zero de que no es él quien participó en el torneo, sino que es su hermano menor, y que Scorpion lo mató. Después de ser derrotado por los monjes, y de entrar en razón con él, Sub-Zero promete ayudarlos a salvar a Kitana. Los guerreros encuentran un barco con fugas, que Sub-Zero repara utilizando sus poderes de congelación. Después de cruzar el Mar de Sangre en barco, los monjes y Sub-Zero se ven atacados por mercenarios del clan Dragón Negro. Al final de la batalla con los mercenarios, aparece Scorpion e intenta atacar a Sub-Zero, pero luego escapa a través de un portal al inframundo. Sub-Zero lo sigue para vengar el asesinato de su hermano mayor, mientras que Liu Kang y Kung Lao se encuentran con Goro. Habiendo derrotado al shokan, Liu Kang está a punto de rematarlo, pero Johnny Cage aparece y remata a Goro. Liu Kang dice que debería haber matado él a Goro e intenta iniciar una pelea con Kung Lao. Johnny Cage interviene y golpea a Liu Kang, tras lo cual se revela que este último era en realidad Shang Tsung y huye. Johnny Cage les informa a los monjes que Shang Tsung se estaba haciendo pasar por Raiden, para que los monjes se enfrenten entre ellos, pero luego de esto, aparece el verdadero Raiden, quien informa a los monjes que la derrota de Shang Tsung está cerca y que la clave para completar la victoria sobre el hechicero está en el Inframundo, a la vez que se lleva a Johnny Cage con él.
Después de pasar por la Piscina Muerta y el Portal, Liu Kang y Kung Lao se encuentran en el Inframundo. Allí ven el duelo entre Sub-Zero y Noob Saibot. Sub-Zero congela a Noob Saibot, pero este escapa. Sub-Zero luego les dice a los monjes que cree que Noob Saibot es su hermano y que Scorpion todavía está por ahí y definitivamente los encontrará e intentará destruirlos. Scorpion encuentra a los guerreros, pero los monjes logran ganar en una difícil batalla de tres fases contra el espectro. Después de derrotar a Scorpion, los monjes van al Portal, donde se encuentran nuevamente con Raiden, quien les dice que están listos para enfrentarse a Shang Tsung en un duelo.
Los monjes van a la fundición del palacio de Shao Kahn, donde los recibe Jax, quien apunta con un arma a Kung Lao. El Mayor les informa que Raiden lo acompañó a él en su viaje por la fundición para rescatar a Sonya Blade. Jax también les dice a los monjes que Raiden estuvo allí todo el tiempo. Kung Lao comienza a sospechar de que el Raiden, que les estaba dando instrucciones, era en realidad Shang Tsung. Tras llegar al coliseo de Kahn, Kung Lao informa sus sospechas a Liu Kang, pero él cree que Kung Lao es una encarnación de Shang Tsung y lo ataca. Antes de que los monjes tengan la oportunidad de continuar su enfrentamiento, aparece entre ellos el verdadero Raiden, quien dice que Shang Tsung los engañó y logró obligar a los monjes a darle una gran cantidad de almas de los enemigos que mataron para volverse más fuerte. Al segundo siguiente, Raiden es alcanzado por una bola de fuego de Shao Kahn, quien invita a los monjes a seguirlo a la arena para comenzar la batalla final. En la arena, Liu Kang le pregunta a Shao Kahn sobre Raiden y él le dice que está aquí y quiere ver a los guerreros. Entonces aparece el propio Raiden e intenta atacarlos con su bastón. Después de un ataque fallido, Raiden se materializa repentinamente como Shang Tsung, que se revela que había sido Raiden durante casi todo el tiempo e intenta matar a los monjes. A pesar de usar sus transformaciones, Shang Tsung pierde ante los monjes y es asesinado. Shao Kahn afirma que todos en el Mundo Exterior sirven a su voluntad, incluso aquellos que quieren traicionarlo. Shao Kahn luego envía a Kintaro a luchar contra los guerreros.
Habiendo derrotado al shokan, los monjes entran en batalla con el mismísimo emperador del Mundo Exterior, Shao Kahn. Luego de una ardua batalla de dos fases, los monjes logran derrotarlo. El verdadero Raiden aparece y convierte a Shao Kahn en una estatua de piedra, que luego es destrozada por Liu Kang y Kung Lao, poniendo fin al torneo. Multitudes de personas, incluyendo a Kitana y Johnny Cage aplauden a los ganadores, y Raiden declara a Liu Kang y Kung Lao ganadores del Mortal Kombat. Todos se van juntos, y finalmente se observa a Quan Chi en la arena entre la multitud de gente celebrando, quien encuentra el amuleto de Shinnok entre las ruinas de la estatua de Shao Kahn y se lo lleva.

### Diferencias con el argumento original de Mortal Kombat
- Mueren Jade, Reptile, Goro, Kintaro, Baraka, Scorpion, Ermac, Shang Tsung, Kano y Shao Kahn.
- Reptile no trabaja para Shang Tsung.
- Scorpion trabaja para las fuerzas del mal.
- Liu Kang está presente durante el asedio de los Tarkatan a la academia Wu Shi.
- Sub-Zero no muere en el torneo, sino que durante el transcurso del juego a manos de Scorpion. Además, aparece en el Infierno ya convertido en Noob Saibot.
- El Sub-Zero actual aparece en The Wasterland enfrentándose a Liu Kang y Kung Lao, además Kung Lao le deja una cicatriz en su ojo (parecida a la que tiene en Ultimate Mortal Kombat 3).
- Shang Tsung rejuvenece en el Soul Tombs por medio de almas.
- Shang Tsung vence a Raiden en la academia Wu Shi.
- Kung Lao es nombrado campeón de Mortal Kombat al igual que Liu Kang.

## Personajes

### Modo aventura, cooperativo y modo versus
Liu Kang: Es un monje shaolin y campeón actual del torneo Mortal Kombat. Junto a su amigo Kung Lao son engañados por el brujo Shang Tsung disfrazado de Raiden que les hace viajar a través de los reinos para derrotar a diferentes oponentes, mientras que a la misma vez el brujo intenta hacer que entre ellos desconfíen y peleen entre ellos.
Kung Lao: Es un monje shaolin que se infiltró como un guardia enmascarado durante el primer torneo, en donde Liu Kang derrotó a Shang Tsung y salvo a La Tierra. Kung Lao se aventura a través de los reinos derrotando a varios enemigos junto a su amigo Liu Kang y durante el trascurso de la historia se muestra prácticamente obsesionado por querer convertirse en campeón del Mortal Kombat para así traer el honor a sus ancestros.
Scorpion: Es un ninja miembro del clan Shirai Ryu, espectro del Infierno y es el quinto y último jefe (para acceder a Foundy). Scorpion aparece por primera vez en Wasteland en donde intenta atacar a Sub-Zero pero después se da cuenta de que Sub-Zero estaba junto a Liu Kang y Kung Lao y este escapa y es seguido por Sub-Zero, luego volvería aparecer en el Infierno ya esta vez para pelear, luego de que es derrotado, es asesinado por el jugador que agarra el arpón de Scorpion, lo ahorca, se lo clava en la cabeza y luego lo tira a la Lava, sin embargo, Scorpion logra sobrevivir, saliendo de la lava furioso, quitándose la máscara y empezando un nuevo enfrentamiento esta vez contra Inferno Scorpion, una versión más poderosa de él, aunque este también es posteriormente derrotado y asesinado por los Bloody Skeleton que lo arrastran a las profundidades de la lava del infierno.
Sub-Zero: Es un guerrero del clan Lin Kuei. Liu Kang y Kung Lao lo encontraron durante su viaje en Wasteland después de un breve enfrentamiento entre ellos, se entera de que su hermano fue asesinado por Scorpion y se termina aliando con ellos.

### Modo versus
Johnny Cage: Es un actor y artista marcial que estuvo presente durante el primer torneo. Junto a Liu Kang, Kung Lao y Sonya Blade fueron parte fundamental para detener la invasión tarkatana a la Wu Shi Academy luego el seguirá a los monjes hasta The Portal entrando el también en el nuevo Mortal Kombat.
Kitana: Es una guerrera edeniana, hijastra y asesina de Shao Kahn. Ella estaba siendo controlada por Shao Kahn a través de su magia y gracias a Liu Kang y Kung Lao esta es liberada. Junto a Mileena y Jade son las primeras jefas que se deben enfrentar Liu Kang y Kung Lao.
Reptile: Es un reptiliano sauriano humanoide, él es el segundo jefe del juego. Liu Kang y Kung Lao después que lo vieran en The Portal lo siguen hasta Living Forest para enfrentarlo. Es asesinado por el jugador luego de que este le rompiera la mandíbula y posteriormente el cuello, al ser derrotado se obtiene la habilidad Wall Climb.
Baraka: Es un Tarkatan y tercer jefe del juego, se encuentra en el Soul Tombs. Fue el líder de los Tarkatan durante la invasión a la Academia Wu Shi en donde Baraka después de breve enfrentamiento secuestra a Sonya Blade, luego en el Soul Tombs, Liu Kang y Kung Lao se topan con él que estaba asesinando a un monje. Durante el transcurso de la pelea hay que clavarle a Baraka dos espadas raras de un brillo verde para que posteriormente las almas que rondaban el lugar lo asesinaran haciéndolo explotar. Después de que es derrotando se obtiene la habilidad Wall Jump.

### No jugables
Raiden: Es el Dios protector de La Tierra y maestro de Liu Kang y Kung Lao. Durante la invasión Tarkatana a la Wu Shi Academy Raiden es derrotando por Shang Tsung y este toma su forma para engañar a Liu Kang y Kung Lao para que entren en un nuevo Mortal Kombat, el verdadero Raiden volvería aparecer ya al final del juego para intentar derrotar a Shao Kahn donde con su poder petrifica al emperador para que así Liu Kang y Kung Lao pudieran dar el golpe final y terminar el torneo de una vez por todas.
Sonya Blade: Es una militar de las Fuerzas Especiales. Ella es secuestrada y llevada al Mundo Exterior por Baraka durante la invasión tarkatana a la Academia Wu Shi. Puede ser liberada en Foundry junto a Kano, aunque a este último hay que derrotarlo.
Jax: Es un militar de las Fuerzas Especiales. En si no tiene mucha participación en el juego hasta que aparece en Foundry en donde después de un malentendido con Kung Lao se revela que anda buscando a Sonya Blade. Él puede ser de ayuda durante la liberación de Sonya y el combate contra Kano. Si se rescata a Sonya, se marchará junto con ella de regreso a la Tierra, además de dejar orbes de salud que serán de ayuda en la batalla contra Shao Kahn. 
Jade: Es una guerrera edeniana, ella junto a Kitana y Mileena son las primeras jefas del juego. Aparece junto a Mileena para ayudar a Kitana que estaba a punto de ser derrotada o más bien a punto de romper el hechizo que la controlaba. Ella es la única que es asesinada luego de que el jugador agarre las sais de Mileena y se las clave en los ojos a Jade. Después de que es derrotada se adquiere la habilidad Fist Of Ruin.
Mileena: Es un clon malvado de Kitana. Aparece junto a Jade en el Evil Monastery para ayudar a Kitana. Luego de que es derrotada, Kung Lao se da cuenta de que sobrevivió, Liu Kang, Kung Lao y Kitana la interrogan hasta que repentinamente esta se las ingenia para liberarse y escapar para luego ser perseguida por Kitana. Ella también es un jefe secreto opcional, y tras derrotarla se llevará a Kitana, aunque dejará varios orbes de experiencia junto con una imagen de combinación de botones para realizar un Fatality.
Smoke: Es un guerrero del clan Lin Kuei con la capacidad de manipular el humo. Este se encuentra oculto en Living Forest, y no es un jefe ni un personaje jugable, simplemente nos dará cinco misiones a través de los reinos, tras completar todas sus misiones, se desbloqueará el antiguo Mortal Kombat II para jugar en el menú.
Goro: Es el príncipe shokan y cuarto jefe del juego, aparece en Wasteland. Aparece ya al final del nivel en donde Liu Kang y Kung Lao deben enfrentarse a él, luego de que es derrotado por el jugador, es asesinado por Johnny Cage. Al derrotarlo se obtiene la habilidad Double Jump.
Noob Saibot: Es un guerrero miembro de la Hermandad de la Sombras con la capacidad de dominar las sombras, hermano del actual Sub-Zero y antiguo miembro del clan Lin Kuei hasta ser asesinado por Scorpion durante el primer Mortal Kombat. No es ningún jefe o personaje jugable, solamente aparecerá en frente de Liu Kang y Kung Lao peleando con su hermano Sub-Zero en el Infierno, Liu Kang y Kung Lao al no saber quién es le preguntan a Sub-Zero y este lamentándose le dice que es su hermano, posteriormente lo termina persiguiendo dejando que Liu Kang y Kung Lao se encarguen de Scorpion, con su paradero desconocido.
Ermac: Es un amalgama de almas de apariencia roja con la capacidad de la telequinesis. Ermac es un jefe secreto opcional así que por lo tanto no tiene influencia en la historia. Se encuentra en la Academia Wu Shi en un lugar que se necesitan las habilidades Fist Of Ruin y Swing on Poles. Luego de que es derrotado muere tras ser aplastado por una roca que el mismo controlaba con su telequinesis. Tras derrotarlo dejará varios orbes de experiencia, y se desbloqueará un arte conceptual.
Kano: Es un criminal miembro del Dragón Negro que se encuentra prisionero en Foundry, él es un jefe opcional así que no tiene influencia en la historia. Kano es liberado junto a Sonya Blade por Jax, luego intenta atacar a Jax pero falla y empieza un enfrentamiento contra Liu Kang, Kung Lao y Jax. Luego de que es derrotado es asesinado por Jax.
Shang Tsung: Es un brujo aliado de Shao Kahn. Durante la invasión tarkatana Shang Tsung se enfrenta a Raiden en donde este último sale derrotado, Shang Tsung luego toma la forma de Raiden y engaña a Liu Kang y Kung Lao para acceder a un nuevo Mortal Kombat esta vez en el Mundo Exterior, Liu Kang y Kung Lao logran ver como Shang Tsung en Soul Tombs absorbe tanta almas que lo rejuvenece de nuevo y derrota fácilmente a Liu Kang y Kung Lao, después de que los Shaolin siguieran ganando y avanzando en el torneo hasta tal punto que llegan a la arena de Shao Kahn, ahí es donde Liu Kang y Kung Lao descubren que Raiden es Shang Tsung disfrazado y comienza un enfrentamiento contra ambos. Shang Tsung muere después del que jugador le quiebre el cuello.
Kintaro: Es un shokan y es el subjefe del juego. Kintaro aparece después de que Liu Kang y Kung Lao mataran a Shang Tsung y la gente del Mundo Exterior grite por él. Es derrotado y posteriormente asesinado por el jugador que le arranca sus cuatro brazos para posteriormente arrancarle la cabeza.
Shao Kahn: Es el jefe principal del juego y emperador del Mundo Exterior. Aparece por primera vez atacando a Raiden que estaba intentando detener a Liu Kang y Kung Lao que estaban peleando, Kahn invita los monjes a la arena para así responder todas sus preguntas. Después de que el jugador derrotara a Shang Tsung y Kintaro, se va a poder pelear contra Shao Kahn. Es asesinado después que Raiden lo petrifica y Liu Kang y Kung Lao le dan una patada final que hace que terminé hecho pedazos y terminen ganando el Mortal Kombat.

## Jugabilidad
Mortal Kombat: Shaolin Monks tiene un entorno de juego basado en un sistema multidireccional de combate que da a los jugadores la capacidad de atacar a cualquiera de los enemigos que les rodean, ya sea a puño limpio o al utilizar armas cuerpo a cuerpo dispersas por los niveles, incluso lanzando objetos arrojadizos como cráneos o rocas. El motor permite que el jugador mantenga ataques y combos a través de múltiples enemigos, e incluso pueden continuar sus combos después de agarrarlos y lanzarlos en el aire o hacia los costados gracias a un ataque de gran alcance o de un lanzamiento, y existen ciertos ataques que también pueden realizarse en el aire. Los personajes principales también poseen muchos de los movimientos especiales que han tenido en los juegos anteriores de la serie, con la adición de poder rodar por el suelo y realizar volteretas hacia los costados para esquivar los ataques. Existen también ciertos ataques que solo pueden realizarse en el modo cooperativo, en conjunto con otro jugador. Los combos y los movimientos especiales pueden mejorarse y aumentan a medida que se adquieren puntos de experiencia. Estos se ganan principalmente con derrotar a oponentes, ya que al extender un combo se multiplica el valor de la puntuación de experiencia. También se gana experiencia rompiendo objetos destructibles (no siempre), así como se obtiene energía (no siempre). La salud máxima que el personaje puede tener también se expande si se encuentran mejoras de salud. Los personajes pueden encontrar símbolos del dragón que otorgan nuevas habilidades, como la capacidad de dar saltos largos, y símbolos yin y yang rojos que desbloquean desde personajes, arenas de pelea para el modo versus hasta imágenes con combinaciones para realizar «Fatalities» y artes conceptuales. El entorno desempeña un papel vital en el juego, pues hay varios peligros que matarán inmediatamente a un enemigo, tales como desfiladeros, pinchos o ruedas giratorias. El minijuego Test your Might está presente también en este juego, pero además de ser un evento quick time para romper determinados objetos, se utiliza también para accionar palancas (en ciertos niveles del juego), o en enfrentamientos contra oponentes.
Shaolin Monks ofrece tres modos principales de juego. Aparte del modo de un jugador, tiene un modo cooperativo, donde dos jugadores pueden trabajar juntos a través del juego, con el acceso a algunas áreas y artículos que son inaccesibles en modo de un solo jugador. El término cooperativo es tomado muy en serio, ya que la barra de salud es compartida, y si un jugador recibe daño, afectará a ambos jugadores, lo mismo ocurrirá si un jugador muere, ya que el otro también lo hará, independientemente de cuanta salud posea. Existe también un modo versus, donde dos jugadores pueden luchar cara a cara en algunas de los escenarios ofrecidos en el juego. Además de Liu Kang y de Kung Lao, el juego ofrece otros personajes de la serie Mortal Kombat. Están allí para ayudar a los personajes principales Raiden, Johnny Cage, Sonya Blade, Jax y Sub-Zero; mientras, otros sirven como los jefes del juego: Kitana, Mileena, Jade, Reptile, Baraka, Goro, Scorpion, Ermac, Kano, Shang Tsung, Kintaro y Shao Kahn. Algunos de estos se pueden desbloquear para convertirse en personajes seleccionables en los distintos modos del juego.
El juego incluye una característica común de la serie Mortal Kombat, los «Fatalities». A excepción de los «Fatalities» realizados en los jefes, el método de realizar uno en Shaolin Monks es diferente del de los juegos de lucha antecesores de la serie. Usar combos contra los enemigos aumenta un medidor de «Fatality». Una vez que ese medidor haya alcanzado cierto nivel, se podrá realizar un Fatality, sin importar el nivel de salud del oponente. Los personajes principales tienen la capacidad de realizarlos diversamente, algunos de los cuales son versiones en 3D de los primeros Mortal Kombat. El juego además contiene la posibilidad de realizar «Multalities», que son «Fatalities» realizados a enemigos múltiples. También se incluyó el concepto de «Brutalities», de Ultimate Mortal Kombat 3, aunque con una variación: el movimiento se realiza una vez, y el jugador podrá dar ataques más devastadores durante un tiempo limitado.
Otra aportación a este juego es la posibilidad de jugar una versión demo abreviada y censurada de The Suffering: Ties That Bind, así como una versión arcade perfectamente emulada de Mortal Kombat II (que está tomada de Midway Arcade Treasures 2; desarrollado por Digital Eclipse), disponible en todas las versiones para Xbox y en la versión NTSC de PlayStation 2. Mientras que en la versión PAL de PlayStation 2 la opción de desbloquear el juego como extra no se incluyó (se añadieron misiones extras para completarse para Smoke). Los parajes de Mortal Kombat: Shaolin Monks se basan en los escenarios que han aparecido originalmente en Mortal Kombat II, así como algún otro del primer Mortal Kombat, y una de Mortal Kombat: Deadly Alliance.
A lo largo del juego hay códigos cifrados escritos verticalmente que hacen referencia a las artes conceptuales desbloqueables. El símbolo del “LAGARTO” se repite varias veces en la guarida de Reptile, en el escenario del bosque viviente. En donde se encuentra Mileena, entre varios banderines circundantes alrededor de la copa de un árbol del bosque viviente, se lee “Toasty”. En las tumbas del alma, los símbolos que brillan intensamente sobre las entradas a dos rutas alternativas significan “Fuego” y “Viento”. La puerta que conduce en la fundición, en donde aparecen representadas las victorias de torneo de los jugadores, hay símbolos en los que se pueden leer “Liu Kang morirá”, refiriéndose a la muerte de Liu Kang en Deadly Alliance.
El juego también cuenta con un minijuego secreto, conocido como el modo de supervivencia, que debe ser desbloqueado tras completar una serie de requisitos en el escenario de la fundición del modo aventura, donde se podrán enfrentar a múltiples enemigos en escenarios que van desde la Academia Wu Shi hasta el Santuario del guerrero, con oponentes del propio modo aventura y personajes que van desde Baraka, Reptile y Kano, hasta Goro, Kintaro, Sub-Zero, Scorpion y Ermac, hay nueve niveles en total. Este modo de juego no funciona correctamente en la versión de Xbox, ya que luego del tercer nivel, el juego se colgará, lo que causará que no se pueda completar al 100%.

## Desarrollo
En un principio, se había planeado desarrollar un juego spin-off protagonizado por Liu Kang poco después de Mortal Kombat: Special Forces, el título de acción y aventuras anterior de la serie en 2000, pero esto no se llevó a cabo debido a la partida de John Tobias y a la recepción en gran medida negativa de Special Forces. En octubre de 2004, el presidente de Midway Games, David F. Zucker, calificó el lanzamiento de Shaolin Monks como el "primer paso para ofrecer algo que los fans de Mortal Kombat han estado pidiendo: un nuevo juego ambientado en el universo de Mortal Kombat cada año". Según palabras de Ed Boon, antes de concebirse al videojuego como un título cooperativo centrado en los monjes Shaolin, se tenía pensado que el juego sería un spin-off centrado únicamente en Raiden.
El productor Shaun Himmerick declaró que el equipo quería crear Mortal Kombat con una "historia más profunda". El equipo era fanático de los juegos de aventuras y decidió seguir esa dirección. El cocreador de Mortal Kombat, Ed Boon, trabajó como director creativo de Shaolin Monks y se unió a los desarrolladores del equipo para crear el motor de lucha. Al equipo le resultó un desafío combinar elementos de acción con su motor de combate multidireccional para evitar que el juego se convirtiera en un asunto de "machacar botones". Su idea era darle al jugador más libertad para realizar múltiples movimientos a la vez que en cualquier otro juego de aventuras. Los jugadores podrían atacar en cualquier dirección. El equipo añadió muchos elementos de Mortal Kombat al juego para hacerlo más atractivo.
Dado que Mortal Kombat II era el juego favorito de Ed Boon en la serie, la historia de este spin-off se basó en él. También hubo un deseo de incluir tanto a Liu Kang como a Kung Lao como protagonistas, y este último se presentó en Mortal Kombat II. El modo versus del juego se originó a partir de un error que permitía a los probadores del videojuego enfrentarse entre sí. A diferencia de los juegos típicos de Mortal Kombat, el modo versus se hizo para incluir elementos de los juegos de aventuras. El motor es diferente al de Mortal Kombat: Deception y se hizo para rivalizar con otros juegos de aventuras. El modo cooperativo se hizo para que los jugadores pudieran trabajar juntos para realizar nuevos movimientos y descubrir contenido que un solo jugador no puede hacer. Originalmente, se planeó permitir más de dos jugadores en el modo cooperativo. Mientras que Dan Forden fue el director de audio, Jamie Christopherson trabajó como compositor.

## Recepción
El juego ha vendido sobre un millón de copias, y recibió varias reseñas entusiastas de críticos y de jugadores por igual, especialmente en comparación con los dos intentos anteriores (Special Forces y Mythologies: Sub-Zero), que fueron fracasos comerciales. En Metacritic, tiene un puntaje de 77 y 78 para las consolas PlayStation 2 y Xbox respectivamente, mientras que en GameRankings, tiene un promedio de 79,10% y 80,64% para las consolas PlayStation 2 y Xbox respectivamente. IGN elogió al juego por traducir la franquicia en un juego de acción entretenido. La jugabilidad se destacó por tener los mismos movimientos de los juegos clásicos de Mortal Kombat, como las Fatalities, y la forma en que se manejan los combos en comparación con God of War. 1UP.com estaba en conflicto con la dificultad del juego, ya que la IA puede ser demasiado fuerte, pero podría obligar al jugador a usar movimientos más creativos. Por otro lado, GameZone sintió que las peleas con los jefes eran más agradables debido a las tácticas necesarias para derrotarlos. El modo cooperativo se distinguió por brindar a los jugadores acceso a bonificaciones ocultas, pero al mismo tiempo fue criticado por ser imposible seguir jugando en un modo de un solo jugador. Fue uno de los cinco juegos nominados por GameSpot para el título de Juego más sorprendentemente bueno de 2005. XPlay elogió la gran cantidad de combos y movimientos finales que el jugador puede realizar y recomendó a la audiencia que use el modo cooperativo para disfrutar aún más del juego. TeamXbox estuvo de acuerdo, ya que el desempeño de los combos se puede disfrutar aún más cuando los jugadores usan los dos personajes. Fue el ganador del Premio Satellite en la categoría Mejor Juego de Acción/Aventura de 2005.
John Tobias, uno de los principales desarrolladores que dejó la compañía durante el desarrollo de Mortal Kombat: Special Forces, admitió más tarde en una entrevista: "No estoy familiarizado con el producto terminado, así que no sé qué personajes se usaron y cuáles no. Creo que el género y el estilo que originalmente nos propusimos hacer se implementaron más adelante en el juego Shaolin Monks. Fue fantástico ver que finalmente se hizo bien”.
En cuanto a la narrativa y presentación, IGN sintió que la actuación de voz de los personajes era demasiado forzada, especialmente señalando a los actores de voz de Liu Kang y Raiden. GameZone afirmó que los mundos eran atractivos, especialmente el escenario The Pit. TeamXbox encontró que la historia del juego era agradable a pesar de los comentarios negativos proporcionados a otras narrativas de Mortal Kombat. GameSpot criticó la dependencia del juego del retroceso y afirmó que, si bien el modo historia comienza entretenido, en el momento del clímax se vuelve "bastante incomprensible" como un uso excesivo de giros de la trama centrados en traiciones que no se explican adecuadamente. WorthPlaying comentó que la trama de Shaolin Monks se basa más en el factor nostalgia en contraste con su juego anterior, Deception, ya que los personajes favoritos de los fanáticos como Johnny Cage y Raiden a menudo aparecen en el juego para ayudar a los personajes principales.

### Controversia
Un anuncio de Shaolin Monks titulado "Blood on the Carpet", creado por Maverick Media, con sede en Londres, fue condenado por la Autoridad de Normas Publicitarias (RU) por condonar y glorificar la violencia. El anuncio, "presenta una escena en una sala de juntas en la que un tal Sr. Linn, el misterioso solucionador de problemas en una reunión de ventas, da instrucciones a dos hombres para que se peleen. Los puñetazos conducen a que un bolígrafo se apuñale en un brazo; luego, una jarra de agua es aplastada sobre la cabeza, antes de que le arranquen el corazón del pecho. El Sr. Linn concluye el proceso decapitando a otro ejecutivo con su sombrero". El resultado de la denuncia fue, como se cita en el informe de la ASA, "Le dijimos a Midway que no repitiera el enfoque y les dijimos que consultaran con CAP Copy Advice antes de producir futuros anuncios".

## Legado
Paradox planeó desarrollar una secuela centrada en Scorpion y Sub-Zero, titulada Mortal Kombat: Fire & Ice, pero las restricciones financieras provocaron la cancelación del proyecto. Ed Boon recordó: "Monks fue, con diferencia, el mejor spin-off. Estábamos en conversaciones para hacer una secuela antes de que el estudio de Moorpark cerrara".
En octubre de 2013, Boon adelantó un posible remake en HD de Mortal Kombat: Shaolin Monks. También dijo anteriormente que "les encantaría hacer uno" algún día, pero que un remake no vendría "en un futuro CERCANO" (a partir de enero de 2013). En 2014, también reveló que ya habían hablado "de hacer una versión de mayor resolución para la PS3 y la Xbox 360 hace unos años".
En febrero de 2023, Boon volvió a expresar su deseo de realizar una secuela, y en abril de ese mismo año, sugirió un posible regreso del videojuego, a través de una votación en su Twitter, donde los fanáticos debían escoger si preferían ver una continuación o remasterización del mismo, siendo la última opción la ganadora.